# Tipo nomenclatural

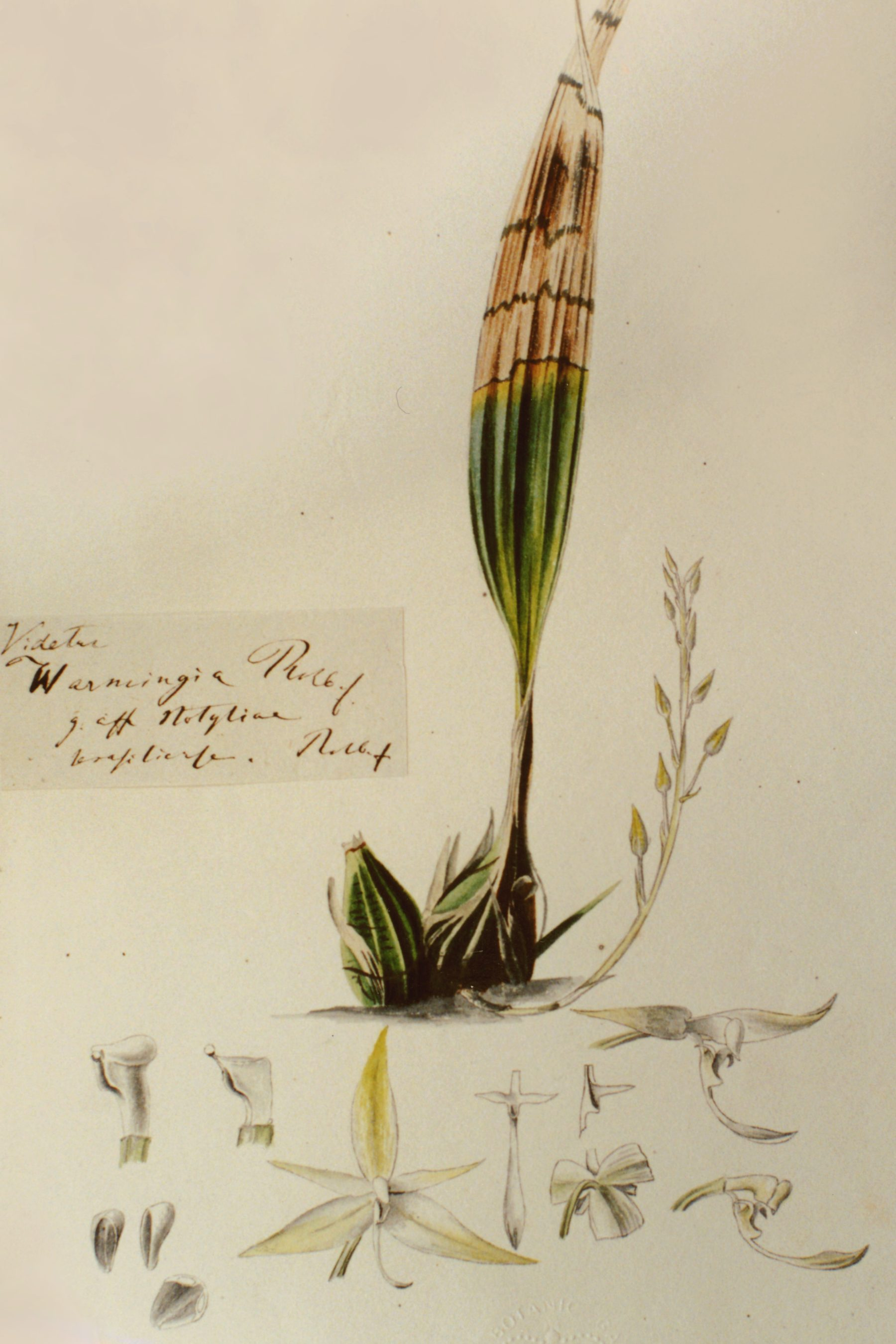
Holótipo da Archivea kewensis - Caso em que uma ilustração é aceita como tipo de uma espécie.

Em biologia, o tipo nomenclatural é aquilo que define o nome de um taxon. Dependendo do código de nomenclatura aplicado ao organismo em questão, o tipo pode ser uma espécie, cultura, ilustração, descrição ou taxon.
A utilização do termo tipo pode ser confusa devido a pequenas diferenças de utilização entre a botânica e a zoologia.
Segundo o Código Internacional de Nomenclatura Botânica os tipos recebem diferentes nomes de acordo sua modalidade:
- Holótipo do nome de uma espécie é o espécime ou ilustração que o autor designou no momento da descrição dessa espécie. Enquanto o holótipo existir, ele é que fixa o nome da espécie.
- Lectótipo é um espécime ou ilustração designado posteriormente à publicação original, quando seu autor não designou o holótipo, comprovado tratar-se de parte do material original utilizado pelo autor da publicação, mesmo que por ele não tenha sido visto.
- Isolectótipo é sempre um espécime duplicado do material do lectótipo.
- Isótipo é sempre um espécime duplicado do material do holótipo.
- Síntipo é sempre um dos espécimes citados na descrição quando um espécime em particular não foi designado como holótipo.
- Parátipo é um espécime citado na descrição desde que este não seja o holótipo, um síntipo, um lectótipo ou um isótipo.
- Neótipo é um espécime ou ilustração selecionado para servir de tipo quando o holótipo encontra-se desaparecido.
- Isoneótipo
- Epítipo é um espécime ou ilustração selecionado para servir de tipo quando nenhum dos tipos designados anteriormente servir para identificar o nome da espécie, geralmente devido à ambiguidade do material.
- Isoepítipo
- Localidade tipo é o local onde foi recolhido o holótipo, fixando a população tipo.

Uma série-tipo se refere aos exemplares analisados para a descrição da espécie, tipicamente abrangendo holótipo e parátipos.